# Ekoturystyka

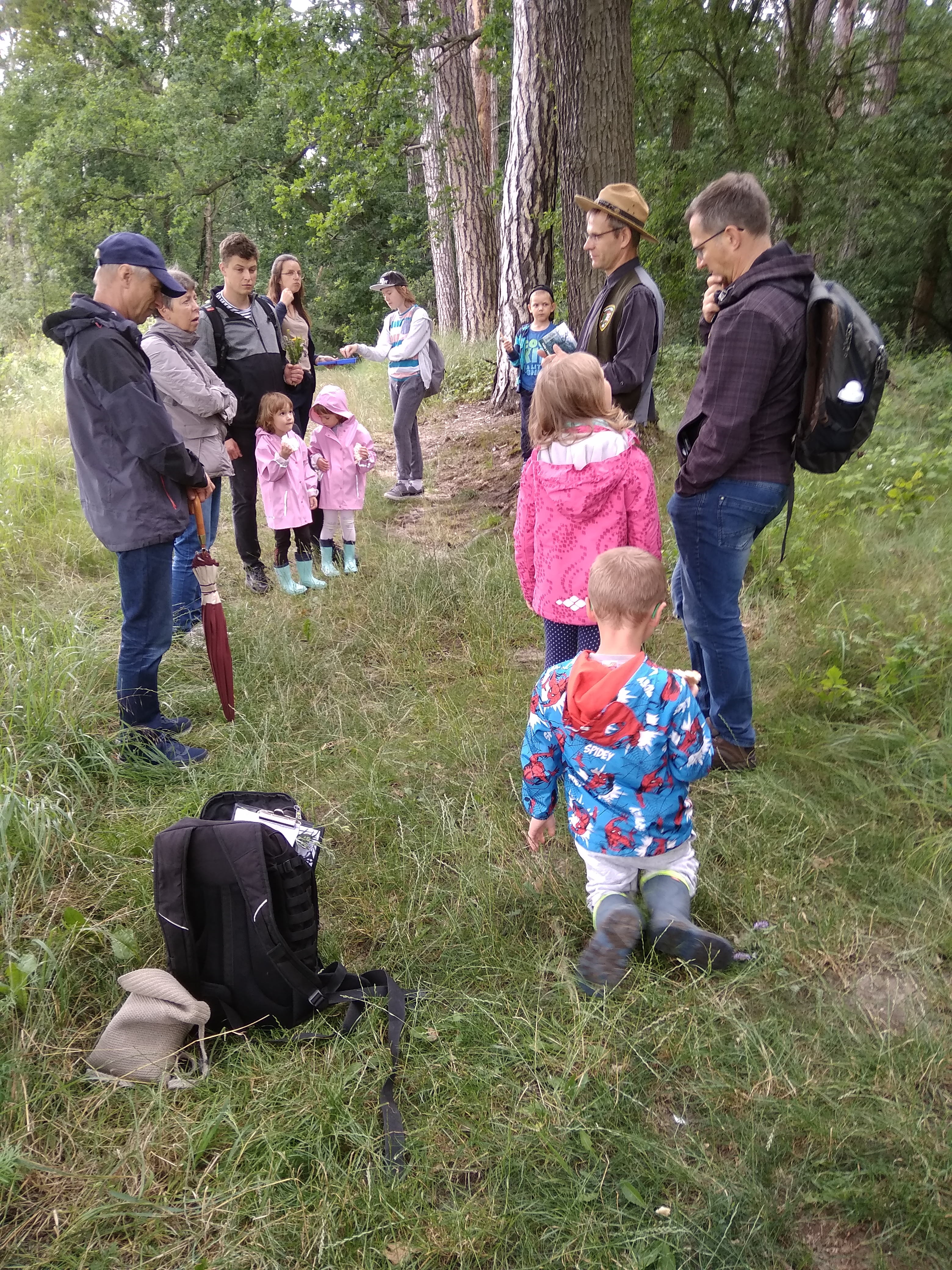
Spacer przyrodniczo-historyczny w Rogalińskim Parku Krajobrazowym (obszar Natura 2000: siedliskowy „Rogalińska Dolina Warty” PLH300012 oraz ptasi „Ostoja Rogalińska” PLB300017)

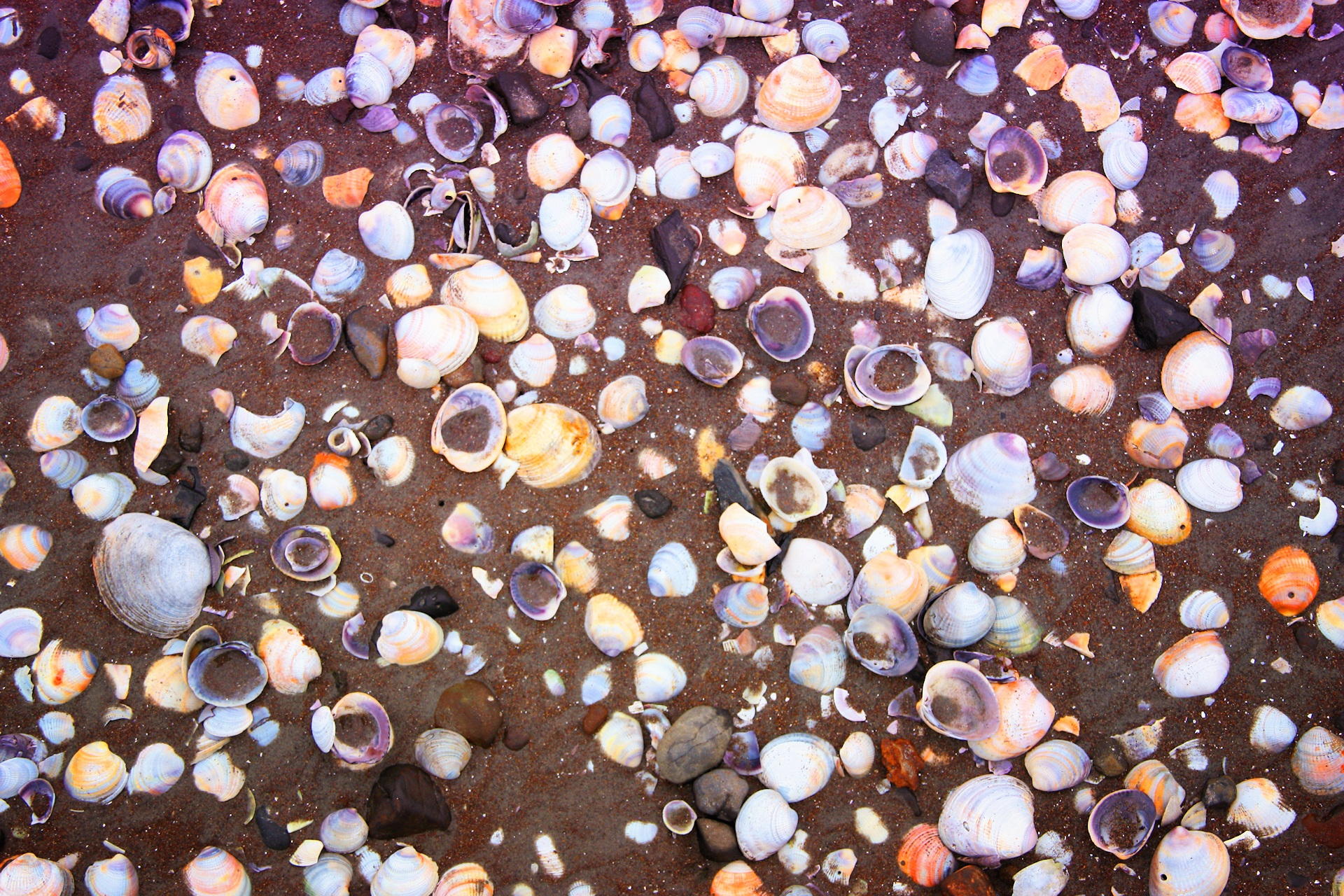
Ekoturystyka odwodzi od zbierania muszelek i piasku jako pamiątek, by zminimalizować wpływ turysty na środowisko

Ekoturystyka – ruch turystyczny, którego głównym celem jest zachowanie trwałego, zrównoważonego rozwoju zasobów i walorów turystycznych poprzez: integrację działalności turystycznej z celami ochrony przyrody oraz życiem społeczno-gospodarczym, kształtowanie nowych postaw i zachowań turystów i organizatorów ruchu turystycznego, bazowanie na potencjale społecznym i gospodarczym danego obszaru.

## Cele
Koncepcję ekoturystyki stworzył w 1965 roku meksykański ekolog Nicolas Hetzer, określił jej główne założenia: 
- minimalizacja wpływu na środowisko,
- maksymalizacja poszanowania kultury lokalnej i zysków, które może ona czerpać z ruchu turystycznego,
- maksymalizacja przyjemności płynącej z wypoczynku[1].

Obecnie ekoturystyka kładzie szczególny nacisk na:
- rozwijanie aktywności turystycznych związanych z bezpośrednim kontaktem turysty:
  - z przyrodą w obrębie otwartych nie zdewastowanych obszarów (szczególnie przyrodniczych obszarów chronionych), co pozwala na poznawanie, podziwianie i czerpanie przyjemności z piękna krajobrazu naturalnego, ciszy i spokoju,
  - ze społecznością lokalną, co pozwala na poznawanie tradycyjnego stylu jej życia i kultury regionalnej oraz nawiązywaniu bezpośrednich kontaktów międzyludzkich;
- dostosowanie wielkości ruchu turystycznego do chłonności turystycznej oraz preferowanie małej skali rozwoju w odniesieniu zarówno do grup uczestników ruchu, jak również bazy i urządzeń turystycznych;
- aktywizowanie życia społeczno-gospodarczego w obrębie obszarów Natura 2000 oraz w ich otoczeniu, poprzez wskazywanie działań związanych z tworzeniem pakietów usług dla różnych form aktywności w ramach ekoturystyki[1][2].

Według Dominiki Zaręby, autorki pierwszej w Polsce książki o ekoturystyce, ekoturystyka stanowi rdzeń koncepcji turystyki zrównoważonej. Jest „najczystszą” formą podróżowania przyjaznego środowisku, ponieważ odbywa się zwykle na obszarach o najwyższych walorach przyrodniczych i krajobrazowych, bezpośrednio przyczynia się do ochrony środowiska naturalnego i kulturowego tych regionów, a jej uczestnikami są ludzie o dużej świadomości ekologicznej i wrażliwości przyrodniczej. Autorka wyodrębnia trzy najważniejsze cechy ekoturystyki wyróżniające ją spośród innych form podróżowania:
- ekoturystyka jest formą aktywnego i dogłębnego zwiedzania obszarów o wybitnych walorach przyrodniczych i kulturowych;
- ekoturystyka strzeże harmonii ekosystemów przyrodniczych i odrębności kulturowej lokalnych społeczności;
- ekoturystyka dostarcza środków finansowych skutecznej ochronie wartości dziedzictwa przyrodniczego i kulturowego oraz przynosi realne korzyści ekonomiczno-społeczne ludności miejscowej.

Przełomowym wydarzeniem był rok 2002, ogłoszony Międzynarodowym Rokiem Ekoturystyki przez Program Środowiskowy Organizacji Narodów Zjednoczonych (UNEP) i Światową Organizację Turystyki (UNWTO). Podczas międzynarodowej konferencji w mieście Quebec w Kanadzie sformułowano Deklarację o Ekoturystyce z Quebecu (Quebec Declaration on Ecotourism, 2002).

## Przykłady
W 2022 r. polscy animatorzy Światowego Ruchu Katolików na rzecz Środowiska opracowali ilustrowane Zasady zielonego pielgrzymowania, które propagują pielgrzymowanie w zgodzie z naturą, by zminimalizować negatywny wpływ na środowisko. 
"Zasady zielonego pielgrzymowania" są częściowo oparte na zasadach Rogalińskich Dróg – przyrodniczych szlaków pielgrzymkowych, pieszych i rowerowych, które prowadzą do zabytkowego kościoła z mauzoleum Raczyńskich w Rogalinie i są dobrym przykładem ekoturystyki:
- Sprzątamy po sobie (i po innych, jak się da).
- Nie zbaczamy ze szlaków, by nie niszczyć upraw (pola, łąki, sady itp.).
- Nie niszczymy roślinności ani ściółki leśnej.
- Kwiaty podziwiamy, lecz nie zrywamy.
- Nie jemy owoców itp., których nie znamy.
- Nie zabieramy do domu dzikich zwierząt (piskląt, sarenek, jeży itp.).
- Nie zabijamy ani nie płoszymy zwierząt głośnym zachowaniem.
- Nie niszczymy nor ani innych schronień i miejsc rozrodu zwierząt.
- Nie palimy ognisk, nie zniekształcamy rzeźby terenu ani zbiorników wodnych.
- Nie pijemy alkoholu, nie palimy papierosów (dla zdrowia i środowiska: ochrona przed zanieczyszczeniem i pożarem).
- Rzadko korzystamy z telefonu (by nie zakłócać ciszy i odpocząć od ekranu).
- Wjazd na Łęgi Rogalińskie motocyklem, samochodem, quadem itp. jest zakazany (nie dotyczy dojazdu rolników na pola).
- Na odcinkach prowadzących szosą idziemy lewą stroną, z elementami odblaskowymi[5].

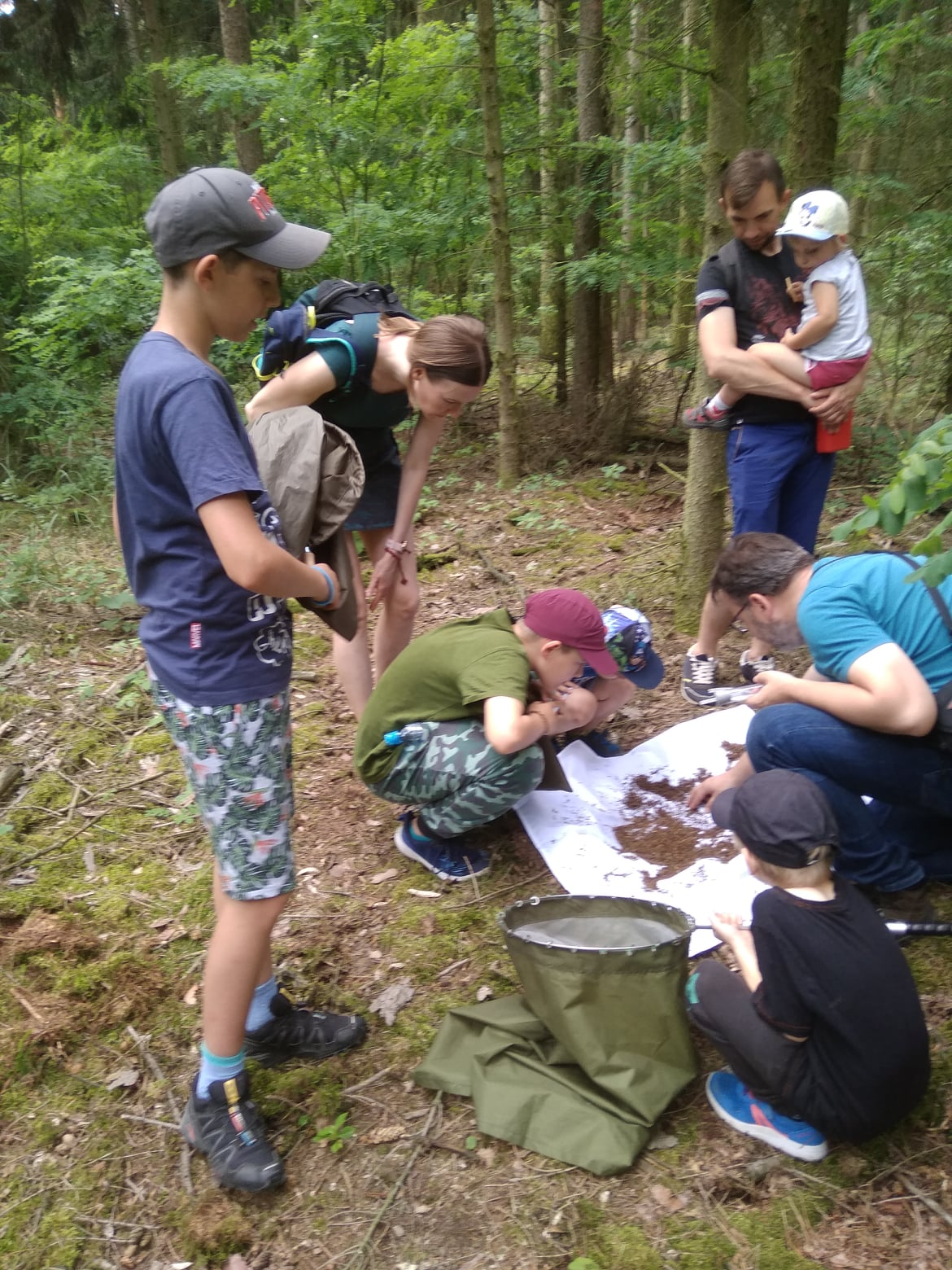
Wycieczka przyrodnicza w okolicach Rogalina z entomologiem, prof. Pawłem Sienkiewiczem, który na jej podstawie opracował broszurę edukacyjną dla Drogi Pokoju, o znaczeniu owadów, martwego drewna i bioróżnorodności

Na podstawie wycieczek przyrodniczych Rogalińskimi Drogami ze specjalistami z różnych dziedzin, powstały ilustrowane broszury edukacyjne (propagujące szacunek dla przyrody i wyjaśniające ważne problemy ekologiczne), udostępnione bezpłatnie, które można wykorzystać także w innych miejscach: 
- „Dziedzictwo Olędrów zobowiązuje” (Dariusz Brykała, hydrolog) – Radzewice, o starorzeczach, olęderskich osadnikach, którzy osuszali nadrzeczne bagna i małej retencji wodnej
- „Przyroda i my – relacje, procesy, zjawiska” (Radosław Dzięciołowski, ekolog) – Radzewo, o roślinach i zwierzętach w krajobrazie rolniczym
- „Droga Pokoju – o różnorodności i współistnieniu” (Paweł Sienkiewicz entomolog) – Mieczewo, m.in. o owadach i martwym drewnie
- „Miejsca magiczne w Poznaniu-Głuszynie” (Aneta Czarna, botanik) – Głuszyna (Poznań), o florze cmentarzy, symbolice roślin i ekologii
- „Droga Uprzejmości – o strategiach życia roślin” (prof. Marlena Lembicz, botanik) – Rogalin, o pospolitych roślinach przydrożnych
- „Co rośnie nad Wartą w okolicach Rogalina i Mosiny?” (Halina Ratyńska, botanik) – Mosina, o zbiorowiskach roślinnych w dolinie Warty
- „W dolinie Warty – o ptakach i nie tylko” (Viktória Takács, ornitolog) – Puszczykowo, o zwierzętach żyjących nad rzekami
- „Rośliny i człowiek” (Zbigniew Celka, botanik) – Kamionki, o gatunkach synantropijnych i inwazyjnych
- „O owadach i ekologii” (Mateusz Kęsy, ekolog) – Rogalinek, o pszczołach i innych zwierzętach.

W okolicach Rogalina, pod patronatem Polskie Towarzystwo Ochrony Przyrody "Salamandra", prowadzone są także wycieczki przyrodniczo-artystyczne "Drzewo Życia" o znaczeniu drzew dla przyrody i zdrowia ludzi, uczulające także na piękno natury i rozwijające zdolności plastyczne.